# David di Donatello 2011
La cerimonia di premiazione della 56ª edizione dei David di Donatello ha avuto luogo il 6 maggio 2011 all'Auditorium Conciliazione a Roma ed è stata presentata da Tullio Solenghi ed è stato trasmesso su Rai 1 e Rai Movie.
Le candidature sono state annunciate il 7 aprile. Il film con il maggior numero di nomination (13) è stato Noi credevamo di Mario Martone, a seguire Benvenuti al Sud di Luca Miniero (10), Basilicata coast to coast di Rocco Papaleo (8).

## Vincitori e candidati
Vengono di seguito indicati in grassetto i vincitori.
Miglior film
- Noi credevamo, regia di Mario Martone
- Basilicata coast to coast, regia di Rocco Papaleo
- Benvenuti al Sud, regia di Luca Miniero
- La nostra vita, regia di Daniele Luchetti
- Una vita tranquilla, regia di Claudio Cupellini

Miglior regista
- Daniele Luchetti - La nostra vita
- Luca Miniero - Benvenuti al Sud
- Paolo Genovese - Immaturi
- Saverio Costanzo - La solitudine dei numeri primi
- Michelangelo Frammartino - Le quattro volte
- Mario Martone - Noi credevamo
- Marco Bellocchio - Sorelle Mai
- Claudio Cupellini - Una vita tranquilla

Miglior regista esordiente
- Rocco Papaleo - Basilicata coast to coast
- Aureliano Amadei - 20 sigarette
- Edoardo Leo - 18 anni dopo
- Paola Randi - Into Paradiso
- Massimiliano Bruno - Nessuno mi può giudicare

Migliore sceneggiatura
- Mario Martone e Giancarlo De Cataldo - Noi credevamo
- Rocco Papaleo e Valter Lupo - Basilicata coast to coast
- Paolo Genovese - Immaturi
- Sandro Petraglia, Stefano Rulli e Daniele Luchetti - La nostra vita
- Filippo Gravino, Guido Iuculano e Claudio Cupellini - Una vita tranquilla

Migliore produttore
- Tilde Corsi, Gianni Romoli e Claudio Bonivento - 20 sigarette
- Isabella Cocuzza, Arturo Paglia, Mark Lombardo e Elisabetta Olmi - Basilicata coast to coast
- Riccardo Tozzi, Marco Chimenz, Giovanni Stabilini, Francesca Longardi - Benvenuti al Sud
- Angelo Barbagallo - Gianni e le donne
- Gregorio Paonessa, Marta Donzelli, Susanne Marian, Philippe Bober, Gabriella Manfrè, Elda Guidinetti e Andres Pfaeffli - Le quattro volte
- Carlo Degli Esposti, Conchita Airoldi e Giorgio Magliulo - Noi credevamo

Migliore attrice protagonista
- Paola Cortellesi - Nessuno mi può giudicare
- Angela Finocchiaro - Benvenuti al Sud
- Sarah Felberbaum - Il gioiellino
- Isabella Ragonese - La nostra vita
- Alba Rohrwacher - La solitudine dei numeri primi

Migliore attore protagonista
- Elio Germano - La nostra vita
- Claudio Bisio - Benvenuti al Sud
- Vinicio Marchioni - 20 sigarette
- Antonio Albanese - Qualunquemente
- Kim Rossi Stuart - Vallanzasca - Gli angeli del male

Migliore attrice non protagonista
- Valentina Lodovini - Benvenuti al Sud
- Valeria De Franciscis - Gianni e le donne
- Claudia Potenza - Basilicata coast to coast
- Barbora Bobuľová - La bellezza del somaro
- Anna Foglietta - Nessuno mi può giudicare

Migliore attore non protagonista
- Giuseppe Battiston - La passione
- Raoul Bova - La nostra vita
- Alessandro Siani - Benvenuti al Sud
- Rocco Papaleo - Nessuno mi può giudicare
- Francesco Di Leva - Una vita tranquilla

Migliore direttore della fotografia
- Renato Berta - Noi credevamo
- Vittorio Omodei Zorini - 20 sigarette
- Luca Bigazzi - Il gioiellino
- Fabio Cianchetti - La solitudine dei numeri primi
- Arnaldo Catinari - Vallanzasca - Gli angeli del male

Migliore musicista
- Rita Marcotulli e Rocco Papaleo - Basilicata coast to coast
- Umberto Scipione - Benvenuti al Sud
- Teho Teardo - Il gioiellino
- Fausto Mesolella - Into Paradiso
- Hubert Westkemper - Noi credevamo

Migliore canzone originale
- Mentre dormi di Max Gazzè e Gimmi Santucci - Basilicata coast to coast
- L'amore non ha religione di Checco Zalone - Che bella giornata
- Immaturi di Alex Britti - Immaturi
- Capocotta Dreamin' di Maurizio Filardo (musica), Massimiliano Bruno e Marco Conidi (testi) - Nessuno mi può giudicare
- Qualunquemente di Peppe Voltarelli, Salvatore De Siena, Amerigo Sirianni (musica), Antonio Albanese e Piero Guerrera (testi) - Qualunquemente

Migliore scenografo
- Emita Frigato - Noi credevamo
- Francesco Frigeri - Amici miei - Come tutto ebbe inizio
- Paola Comencini - Benvenuti al Sud
- Paki Meduri - Into Paradiso
- Tonino Zera - Vallanzasca - Gli angeli del male

Migliore costumista
- Ursula Patzak - Noi credevamo
- Alfonsina Lettieri - Amici miei - Come tutto ebbe inizio
- Nanà Cecchi - Christine Cristina
- Francesca Sartori - La passione
- Roberto Chiocchi - Vallanzasca - Gli angeli del male

Migliore truccatore
- Vittorio Sodano - Noi credevamo
- Vincenzo Mastrantonio - Amici miei - Come tutto ebbe inizio
- Lorella De Rossi - Gorbaciof
- Gianfranco Mecacci - La passione
- Francesco Nardi e Matteo Silvi - Vallanzasca - Gli angeli del male

Migliore acconciatore
- Aldo Signoretti - Noi credevamo
- Ferdinando Merolla - Amici miei - Come tutto ebbe inizio
- Maurizio Tamagnini - Christine Cristina
- Massimo Gattabrusi - La solitudine dei numeri primi
- Teresa Di Serio - Qualunquemente
- Claudia Pallotti e Teresa Di Serio - Vallanzasca - Gli angeli del male

Migliore montatore
- Alessio Doglione - 20 sigarette
- Mirco Garrone - La nostra vita
- Jacopo Quadri - Noi credevamo
- Francesca Calvelli - Sorelle Mai
- Consuelo Catucci - Vallanzasca - Gli angeli del male

Migliore fonico di presa diretta
- Bruno Pupparo - La nostra vita
- Mario Iaquone - 20 sigarette
- Francesco Liotard - Basilicata coast to coast
- Paolo Benvenuti e Simone Paolo Olivero - Le quattro volte
- Gaetano Carito e Maricetta Lombardo - Noi credevamo

Migliori effetti speciali visivi
- Rebel Alliance - 20 sigarette
- CANECANE - Amici miei - Come tutto ebbe inizio
- RESET VFX - Christine Cristina
- Paola Trisoglio, Stefano Marinoni, Paola Randi e Daniele Stirpe Jost - Into Paradiso
- Gianmario Catania e Corrado Virgili - Winx Club 3D - Magica avventura

Miglior documentario di lungometraggio
- È stato morto un ragazzo, regia di Filippo Vendemmiati
- L'ultimo Gattopardo: Ritratto di Goffredo Lombardo, regia di Giuseppe Tornatore
- Ritratto di mio padre, regia di Maria Sole Tognazzi
- This is my Land... Hebron, regia di Stephen Natanson e Giulia Amati
- Ward 54, regia di Monica Maggioni

Miglior cortometraggio
- Jody delle giostre, regia di Adriano Sforzi
- Io sono qui, regia di Mario Piredda
- Caffè Capo, regia di Andrea Zaccariello
- Salvatore, regia di Bruno Urso e Fabrizio Urso
- Stand By Me, regia di Giuseppe Marco Albano

Miglior film dell'Unione Europea
- Il discorso del re (The King's Speech), regia di Tom Hooper
- Another Year, regia di Mike Leigh
- Il segreto dei suoi occhi (El secreto de sus ojos), regia di Juan José Campanella
- In un mondo migliore (Hævnen), regia di Susanne Bier
- Uomini di Dio (Des hommes et des dieux), regia di Xavier Beauvois

Miglior film straniero
- Hereafter, regia di Clint Eastwood
- Il cigno nero (Black Swan), regia di Darren Aronofsky
- Inception, regia di Christopher Nolan
- La donna che canta (Incendies), regia di Denis Villeneuve
- The Social Network, regia di David Fincher

Premio David Giovani
- 20 sigarette, regia di Aureliano Amadei
- Benvenuti al Sud, regia di Luca Miniero
- Noi credevamo, regia di Mario Martone
- Un altro mondo, regia di Silvio Muccino
- Vallanzasca - Gli angeli del male, regia di Michele Placido

David speciale
- Ettore Scola alla carriera
- Claudio Bonivento alla carriera